# Mithraskulten
Mithraismen eller mithraskulten var en hellenistisk mysteriereligion, der dyrkede lys- og frelserguden Mithras. Man ved ikke med sikkerhed, hvornår og hvordan mithraismen opstod. Mithraskulten fik sin største udbredelse i kejsertidens førkristne Romerrige.

## Troslære
Mithraismens øverste gud og frelser var Mithras, "den uovervindelige sol" – sol invictus Mithras.
Mithraskultens medlemmer var som de øvrige mysteriekulter underlagt en arkan-disciplin: kultens ritualer og hemmeligheder var forbeholdt de indviede, der havde tavshedspligt. Derfor er vores kendskab til mithraismens troslære begrænset.
Den eneste viden vi har, stammer fra mithraismens kristne modstandere. Ud fra deres beretninger ved vi, at kultens menneskesyn var udpræget dualistisk med et klart skel imellem sjæl og materie, godt og ondt. Endvidere troede den på en nær fremtidig dom, med Mithras som dommer.
Vi kan se, at dens gudesyn gik fra at være polyteistisk i den tidligste form til at blive henoteistisk i løbet af det andet/tredje århundrede.

## Tilhængere/udbredelse
Den største appel havde Mithras-kulten på legionærerne. De følte sig draget af kultens eksklusivitet, da den var forbeholdt mænd, men også af dens principper som ære, stolthed og uovervindelighed. Takket været soldaterne nåede kulten ud til alle afkroge af Romerriget, lige fra Palæstina til Hadrians mur.  Mithraskulten var i høj grad synkretistisk; der kan spores elementer fra persisk mytologi, babylonsk mytologi/astrologi og græsk filosofi.

## Mithræum
Mithras' helligdomme adskilte sig fra alle andre kultbygninger ved at ligge under jorden, som små underjordiske templer, mithræer. De skulle forestille den klippehule, hvori Mithras var født. På sin guds befaling havde Mithras fanget en tyr, slæbt den ind i en hule og dræbt den – taurobolium (= tyredrabet). Mithræerne var smykket med optrin fra Mithras' liv. I hver mithræum indtog Mithras hæderspladsen, hvor han på et billede var i færd med at dræbe den hellige tyr, et symbol på foråret. Det centrale i kulten er dette tyreoffer, der symboliserer, at liv udspringer af død, og at blodet er det livgivende. 
I afbildingerne dræber Mithras klædt i frygisk hue og kappe og benklæder tyren ovenfra, som regel med bortvendt blik. En slange (der repræsenterer jorden) og en hund drikker fra tyrens åbne sår, mens en skorpion (symbolet for efteråret) angriber tyrens testikler som et ønske om tyrens kraft. Ofte er der også en ravn eller en krage og et bæger og en lille løve. Kautes og Kautopates, de himmelske tvillinger af lys og mørke, er fakkelbærere. De står på hver side med krydsede ben: Kautes med sit mærke pegende opad og Kautopates med sit pegende nedad. Over Mithras er Solens og Månens symboler synlige på en stjernehimmel.
I et af de mange mithræer i Ostia ved Rom er der bevaret en gulvmosaik fra kultrummet. Mosaikken er inddelt i syv dele og symboliserer en stige. Hvert rum har sit symbol. Den nyindviede indledte sit religiøse liv i første rum som corax (= ravn). Så steg han til brudgom, soldat, løve, perser og solløber. Det syvende og øverste trin var pater (= fader). Til hver grad svarede forskellige prøvelser, og de syv grader tænkes at have tilsvaret de syv himmelsfærer, så sjælen fra sit udspring i det himmelske lys, passerede gennem de syv sfærer for at ende i et menneske. Efter døden passerede sjælen igen de syv sfærer på sin vej hjem til lyset og blev undervejs befriet for sine jordiske synder og fejl. Vandringen gennem graderne kan ses som en forberedelse til den sidste rejse. Kultens dogmer og etik er dog gået tabt. 
Fordi kulthandlingen fandt sted i en hule, var menighederne små. Da der ikke kunne rummes meget mere end tyve medlemmer i hulen, betød det, at kom der flere medlemmer til, byggede man et nyt kultrum ved siden af det gamle. I Ptuj ligger der fx tre mithræer ved siden af hinanden, hvad der kan tyde på, at kulten var meget udbredt i området, men i virkeligheden behøver det ikke at betyde mere end ca. 80 medlemmer. 

## Ritualer

### Indvielsesritualet
Indvielsesritualet i Mithraskulten har formentligt som i de fleste mysteriekulter været en dåb. Nogle har ment, at de kommende myster (tilhænger/indviet) blev overhældt med tyreblod. Det kan ikke bevises og kan skyldes en forveksling med Kybele-kultens indvielsesritual, hvor vi fra adskillige kilder ved, at tauroboliet fandt sted. De forskere, der har argumenteret for dette indvielsesritual, mener, at kulten betragtede ritualet som et renselsesritual. Når personen var døbt, var han officielt medlem af kulten, og blev nu betragtet som en "myste".

### Afskedsmåltidet
På adskillige billeder ses Solen og Mithras dele et afskedsmåltid, inden Mithras stiger til himmels i en solvogn. På et relief fra Konjica ses de med drikkehorn og brød; brødet er delt af et ligebenet kors, symbolet på solen. Afskedsmåltidet blev gengivet i mithræerne. Mysterne spiste brød og drak vin. Ceremonien blev ledet af en "pater", der var stedfortræder for Mithras. Som ved den kristne nadver. At der er en vis lighed i ritualet, bliver bekræftet af den kristne apologet Justin Martyr (ca. 100-165) (om eukaristien)”.. dette overleverede de onde dæmoner, også skulle finde sted i Mithras hemmelige kult, idet de efterlignede det. For et brød og et bæger med vand stilles frem i indvielsesceremonierne for den, der indvies, i forbindelse med nogle ledsagende ord, det ved I, eller også kan I få det at vide” (Apologier)

## Historie
Det ældste bevarede vidnesbyrd om den romerske Mithras stammer fra den græske historiker Plutark (46-125), som beretter om hvordan den romerske hærfører Pompejus (106-48 f.Kr) i år 67 f.Kr havde nedkæmpet en flok kilikiske sørøvere, der tilbad Mithras. Ellers er der intet bevis på kultens eksistens før sidste halvdel af det første århundrede, og stadig er overleveringerne meget sparsomme.
Sit endelige gennembrud fik Mithras-kulten i begyndelsen af det tredje århundrede. Romernes mentalitet havde gradvis ændret sig, og den solare henoteisme var begyndt at vinde indpas. Solen havde længe haft en ophøjet rolle, men den egentlige almene dyrkelse af solen begyndte først i denne periode. Solen blev nu betragtet som herre over kosmos og den største guddom, under hvem alle de andre guders attributter blev lagt ind. Mithraskulten blev nu den største kult i Romerriget, med kejsere som Septimius Severus og Caracalla blandt sine tilhængere.
Sit endeligt fik kulten i slutningen af det fjerde århundrede under Theodosius den store, hvor kristendommen blev statsreligion, og enhver form for afgudsdyrkelse blev forbudt ved dødsstraf. Da begyndte de kristne en indædt kamp for at slette alle beviser på kultens eksistens, bl.a. ved at bygge kirkebygninger ovenpå mithræerne. Ironisk nok er de bedst bevarede mithræer i dag dem, der ligger begravet under kirkebygningerne, lige som de eneste skriftlige vidnesbyrd vi har om kultens eksistens, stammer fra kristne modstandere.

## Mithras og kristendommen
Mithraskulten var uden sammenligning den største trussel mod den tidlige kirke. Det er dog ingen tilfældighed, at kristendommen overvandt den. Mithraskultens udelukkelse af kvinder, samt dens indhold af kamp og oprindelige tilknytning til hæren, virkede afgrænsende.
De kristne kirkefædre og filosoffer kørte en massiv propaganda mod kulten, ikke kun fordi den var en umiddelbar trussel, men lige så meget fordi lighederne mellem Mithras og Jesus var slående. Fx var Mithras en lysgud, og Jesus beskriver sig selv som "verdens lys" (Joh 8, 12).
Mithras blev beskrevet som den uovervindelige sol. De tidlige kristne havde også en forestilling om, at Jesus var identisk med Solen[kilde mangler]. Han blev betragtet som ”den retfærdige sol” (mal.Kap3,v.20) og som ”solopgangen fra det høje” (luk.kap1,v.78). Endvidere havde de bederetning imod øst, idet de forventede, at det var dér, Jesus ville opstå som solopgangen. Ifølge den kristne filosof/teolog Tertullian (ca. 160-225), blev de kristne også fejlagtigt forvekslet med soldyrkere:” (nogle hedninge) anser solen for den kristne gud, fordi det er blevet kendt, at vi beder i den opgående sols retning og hengiver os til glæde på solens dag (søndag)... ”[kilde mangler]
På flere billeder ses Mithras blive født ud af en klippe, og ifølge adskillige inskriptioner blev han betragtet som "guden fra klippen" ”theos ek petras”. En parallel kan drages til den måde Paulus fremstiller Jesus på: "De drak af en åndelig klippe, som fulgte med, og den klippe var Kristus” (1 kor. kap.10 v.4).
Ifølge overleveringen blev Mithras født i en hule. I Jakobs forevangelium, som nogen mener er det ældste evangelium[kilde mangler], der beretter om Jesu fødsel, hører vi, at Jesus ligeledes blev født i en hule. Jacobs forevangelium var et af de mest udbredte apokryfe skrifter, men kom ikke med i Bibelen, fordi det ikke blev anset som troværdigt.
Mithras' fødselsdag var den 25.december, den dag, Solen mentes at tiltage i styrke (vintersolhverv). I Det Nye Testamente er der intet, der fortæller, hvad dag Jesus blev født. Det vides ikke med sikkerhed om de tidlige kristne fejrede den. Men vi ved, at de begyndte at fejre den på den 25.december under Konstantin den Store[kilde mangler].

## Forskning
Der fandtes også en persisk Mitra. Tidligere Mithras-forskere troede, at den romerske Mithras stammede fra den persiske Mitra, men nyere forskere finder imidlertid ikke denne tese særlig plausibel. Men de kan sagtens have fælles ophav.